# Rita Nikolajewna Atschkina
Rita Nikolajewna Atschkina (russisch Рита Николаевна Ачкина; * 1. Februar 1938 in Mogiljow) ist eine ehemalige sowjetische Skilangläuferin.

## Werdegang
Atschkina, die für die ZSKA Moskau startete, belegte bei den Olympischen Winterspielen 1964 in Innsbruck den zehnten Platz über 10 km. Im folgenden Jahr wurde sie Zweite über 10 km bei den Lahti Ski Games. und sowjetische Meisterin jeweils über 5 km, über 10 km und mit der Staffel. Bei den nordischen Skiweltmeisterschaften 1966 in Oslo gewann sie Bronzemedaille über 5 km und die Goldmedaille mit der Staffel. Zwei Jahre später errang sie bei ihren letzten internationalen Auftritt bei den Olympischen Winterspielen 1968 in Grenoble über 5 km den sechsten Platz und holte mit der Staffel die Bronzemedaille.